# Euphorbia rossii
Euphorbia rossii är en törelväxtart som beskrevs av Werner Rauh och Buchloh. Euphorbia rossii ingår i släktet törlar, och familjen törelväxter. IUCN kategoriserar arten globalt som sårbar. Inga underarter finns listade i Catalogue of Life.

## Bildgalleri

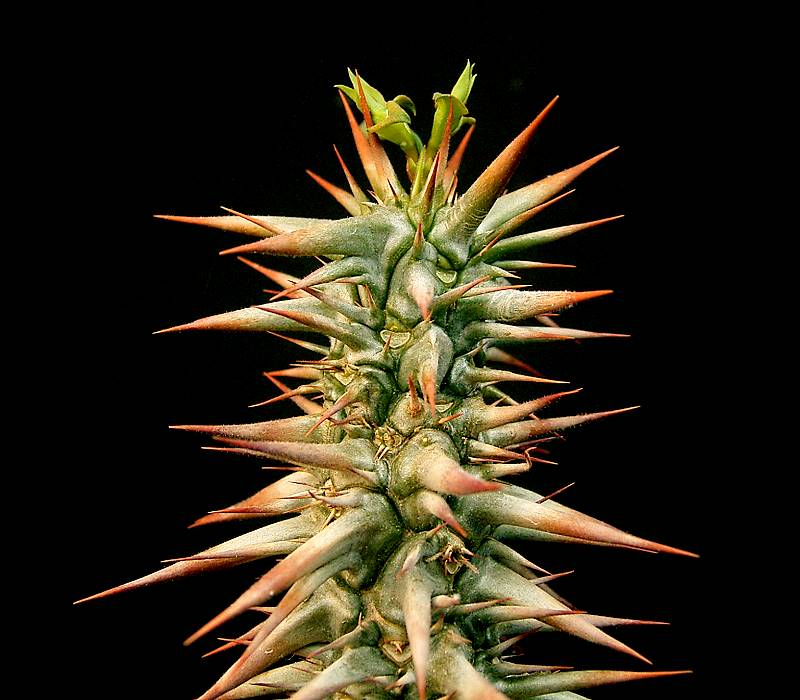
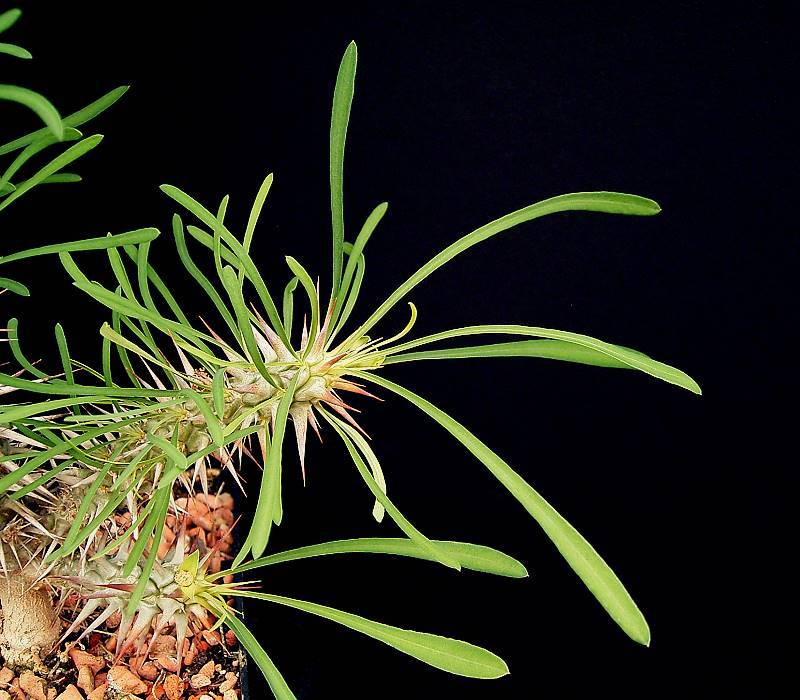
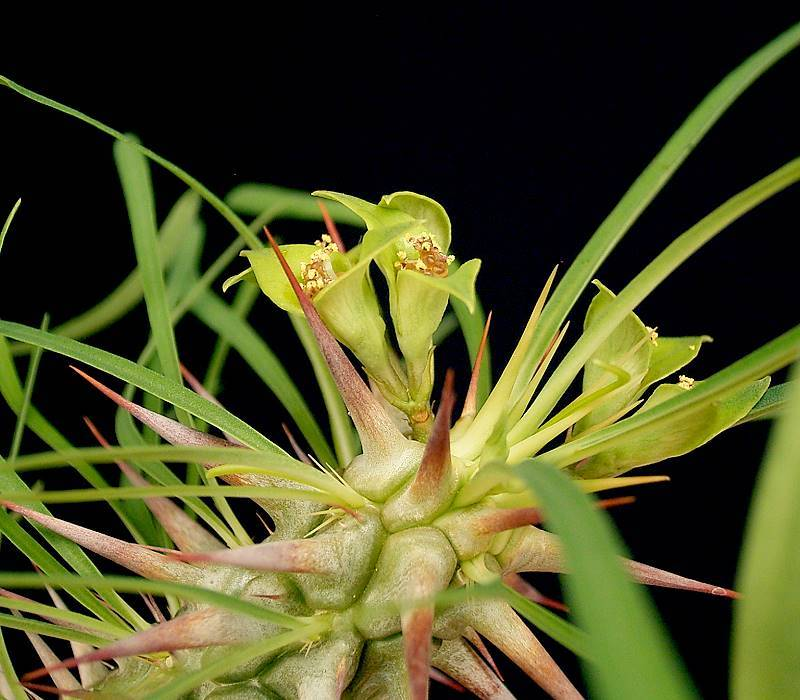